# Темні фракції нафти
Темні фракції нафти (рос. темные фракции нефти; англ. dark fractions of oil; нім. dunkle Erdölfraktionen f pl) – мазут і одержані з нього фракції. Продукти, одержані при вторинних процесах переробки нафти, так само, як і при первинній перегонці, відносять до світлих фракцій нафти, якщо вони википають при температурах до 350 °С, і до темних, якщо межі википання 350 °С і вище. 
Протилежне - світлі фракції нафти.